# Форстер, Эдмунд
Эдмунд Форстер (нем. Edmund Forster; 3 сентября 1878, Мюнхен — 11 сентября 1933, Грайфсвальд) — немецкий психиатр, профессор. Сторонник нетрадиционных методов лечения. Считал, что пациент может поправиться после гипнотического воздействия, в ходе которого ему внушалось, что он способен излечиться лишь благодаря своей силе воли.
В 1933 году был убит сотрудниками гестапо из-за попытки опубликовать за границей информацию о ходе лечения Адольфа Гитлера (в то время ефрейтора германской армии) в ноябре 1918 года. По данным британского историка и писателя Дэвида Льюиса, Гитлер лечился у Форстера от потери зрения, вызванной не отравлением при газовой атаке (как гласит общепринятая версия), а самовнушением, при котором глаза были здоровы, но из-за психической блокировки пациент не мог видеть.
Эта версия изложена в книге Льюиса «Человек, который создал Гитлера». Автор считает, что излечение произвело на Гитлера столь сильное впечатление, что у него развился «комплекс собственной избранности», и он поверил в наличие у себя сверхчеловеческих возможностей.